# Servizio per le Informazioni e la Sicurezza Democratica

Logo des SISDE

Der Servizio per le Informazioni e la Sicurezza Democratica (SISDE; deutsch (frei übersetzt) Nachrichten- und Verfassungsschutzdienst) war bis 2007 ein ziviler italienischer Nachrichtendienst der vorwiegend im Inland operierte. Er unterstand dem Innenminister und über das Comitato Esecutivo per i Servizi di Informazione e di Sicurezza (CESIS) dem Ministerpräsidenten. Der SISDE entsprach in etwa dem deutschen Bundesamt für Verfassungsschutz (BfV).
Im August 2007 wurde der SISDE vom neuen Inlandsnachrichtendienst Agenzia Informazioni e Sicurezza Interna (AISI) ersetzt.

## Auftrag
Der SISDE hatte die Aufgabe, „mit nachrichten- und sicherheitsdienstlichen Mitteln den demokratischen Staat und seine von der Verfassung geschaffenen Institutionen gegen jedwede Form der Subversion und gegen jede Bestrebung zu verteidigen, diesen zu beschädigen oder zu beseitigen“. (Gesetz 801 vom 24. Oktober 1977)
Zusätzlich zur Aufklärung des politischen Extremismus von links (u. a. Anarchismus) und rechts (Neofaschismus), des Separatismus und anderer verfassungsfeindlicher Bestrebungen übertrug der italienische Gesetzgeber dem SISDE in den 90er Jahren wichtige Kompetenzen im Bereich der Bekämpfung der Organisierten Kriminalität (OK) (Mafia). Entsprechend dem Trennungsprinzip von Polizei und Nachrichtendienst war der SISDE nunmehr auch für die Aufklärung der OK zuständig, während ihre polizeiliche Bekämpfung besonders auch Sache der Direzione Investigativa Antimafia (DIA) ist.
Der SISDE operierte vorwiegend im Inland, war aber kein reiner Inlandsnachrichtendienst. Die beiden Dienste SISDE und SISMI arbeiteten nicht nach dem Territorialprinzip, sondern nach dem Funktionsprinzip. Das bedeutete, dass der SISDE beispielsweise bei der Aufklärung der (italienischen) OK auch im Ausland tätig wurde, während der SISMI z. B. bei der ihm zugeordneten Spionageabwehr vor allem auch im Inland operierte.

## Organisation
Das deutsche Verfassungsschutzsystem mit einem Bundesamt für Verfassungsschutz und selbständigen Landesämtern für Verfassungsschutz (LfV) ist Italien, aber auch fast allen anderen (auch föderalen) Staaten völlig fremd. Der SISDE hatte in ganz Italien Dienststellen, die ihm unmittelbar unterstanden und integraler Bestandteil der Organisation waren.
Das Personal des SISDE (etwa 1200 hauptamtliche Mitarbeiter) kam fast ausschließlich aus den Reihen der Polizia di Stato, der Carabinieri und der Guardia di Finanza, sowie aus anderen zivilen Verwaltungen. Das Personal wurde dort je nach Bedarf ausgewählt und trat, Einverständnis vorausgesetzt, in den Dienst ein. Dabei verloren die neuen Mitarbeiter aber jegliche Polizeibefugnisse. Nur bei speziellem Bedarf wurde externes Personal direkt eingestellt.

## Geschichte
Der SISDE entstand durch ein Gesetz zur Reform der italienischen Nachrichtendienste im Jahr 1977. Bis zu diesem Zeitpunkt waren die militärischen Dienste
- Servizio Informazioni Difesa (SID; 1965–1977) und
- Servizio Informazioni Forze Armate (SIFAR; 1949–1965)

schwerpunktmäßig im Inland tätig. Sie unterstanden dem Verteidigungsministerium und beschäftigten sich hauptsächlich mit der Eindämmung des politischen Einflusses der starken Kommunistischen Partei Italiens (PCI) und des Terrors der Roten Brigaden. Daneben bestanden im Innenministerium geheimdienstliche Organisationen, die z. T. unter Missachtung des heute offiziell auch in Italien geltenden Grundsatzes der Trennung von Polizei und Nachrichtendiensten operierten. Dazu gehörten die Geheimdienste
- Servizio di Sicurezza (Sds)
- Servizio Informazioni Generali e Sicurezza Interna (Sigsi)

wie auch die (Unter-)Abteilung für vertrauliche Angelegenheiten (Divisione Affari Riservati) des Innenministeriums. Auch diese Stellen beschäftigten sich in erster Linie mit der Bekämpfung des Linksterrorismus. Die Reform der Nachrichtendienste im Jahr 1977 sollte den unkontrollierten geheimdienstlichen Aktivitäten des Innenministeriums ein Ende bereiten. Insbesondere sollte auch dem militärischen Nachrichtendienst jedwede Zuständigkeit im Bereich der Extremismusbekämpfung abgenommen werden. Der SISDE entstand also mit der angeblichen Absicht, die Aufklärung extremistischer und staatsgefährdender Aktivitäten in einem ordentlichen zivilen Nachrichtendienst zu organisieren und militärgeheimdienstliche und geheimpolizeiliche Machenschaften definitiv unterbinden. Bei seiner Gründung wurden de facto auch Organisationseinheiten des Innenministeriums in den SISDE überführt, dabei aber eine Trennung zwischen nachrichtendienstlichen und polizeilichen Teilen durchgeführt. Die polizeilichen Bereiche (Staatsschutz und Terrorabwehr) wurden der Polizei (Polizia di Stato) unter dem Namen Ufficio Centrale per le Investigazioni Generali e le Operazioni Speciali (UCIGOS; dt. Zentralstelle für allgemeine Untersuchungen und Sonderoperationen) (die Außenstellen tragen die in Italien bekanntere Abkürzung DIGOS) eingegliedert. Sowohl der SISDE als auch der SISMI bestanden in den ersten Jahren ihrer Tätigkeit vorwiegend aus dem Personal ihrer Vorgängerorganisationen, weswegen der Geist der Reform von 1977 nur langsam und schrittweise Fuß fassen konnte.

## Leiter
- Giulio Grassini (1977–1981)
- Emanuele De Francesco (1981–1984)
- Vincenzo Parisi (1984–1987)
- Riccardo Malpica (1987–1991)
- Alessandro Voci (1991–1992)
- Angelo Finocchiaro (1992–1993)
- Domenico Salazar (1993–1994)
- Gaetano Marino (1994–1996)
- Vittorio Stelo (1996–2001)
- Mario Mori (2001–2006)
- Franco Gabrielli (2006–2007)

Die Leiter des SISDE kamen in aller Regel aus der zivilen Verwaltung (Präfekte) oder von den drei nationalen Polizeien Polizia di Stato, Carabinieri und Guardia di Finanza. In ihrer hierarchischen Position sind sie dem deutschen Ministerialdirektor bzw. Generalleutnant (B9) vergleichbar. Der letzte Dienstchef Franco Gabrielli (* 1960) war einer der jüngsten in der Geschichte des SISDE. Er kam von der Polizia di Stato, bei der er mehrere spektakuläre Mordfälle aufklärte (u. a. Marco Biagi). Zuletzt war er Leiter einer Abteilung für Terrorismusbekämpfung.